# Saint-Thomas-la-Garde
Saint-Thomas-la-Garde ist eine französische Gemeinde mit 596 Einwohnern (Stand: 1. Januar 2022) im Département Loire in der Region Auvergne-Rhône-Alpes (vor 2016 Rhône-Alpes). Die Gemeinde gehört zum Arrondissement Montbrison und zum Kanton Montbrison. Die Einwohner werden Thomasiens und Thomasiennes genannt.

## Geographie
Saint-Thomas-la-Garde liegt etwa 27 Kilometer nordwestlich von Saint-Étienne im Forez. Umgeben wird Saint-Thomas-la-Garde von den Nachbargemeinden Montbrison im Norden, Saint-Romain-le-Puy im Osten und Südosten, Saint-Georges-Haute-Ville im Süden sowie Lézigneux im Westen.

## Bevölkerungsentwicklung
| Jahr                       | 1962 | 1968 | 1975 | 1982 | 1990 | 1999 | 2006 | 2017 |
| -------------------------- | ---- | ---- | ---- | ---- | ---- | ---- | ---- | ---- |
| Einwohner                  | 206  | 221  | 226  | 451  | 506  | 517  | 563  | 595  |
| Quellen: Cassini und INSEE |      |      |      |      |      |      |      |      |

## Sehenswürdigkeiten
- Kirche Saint-Thomas (frühere Prioratskirche) aus dem Jahre 1206

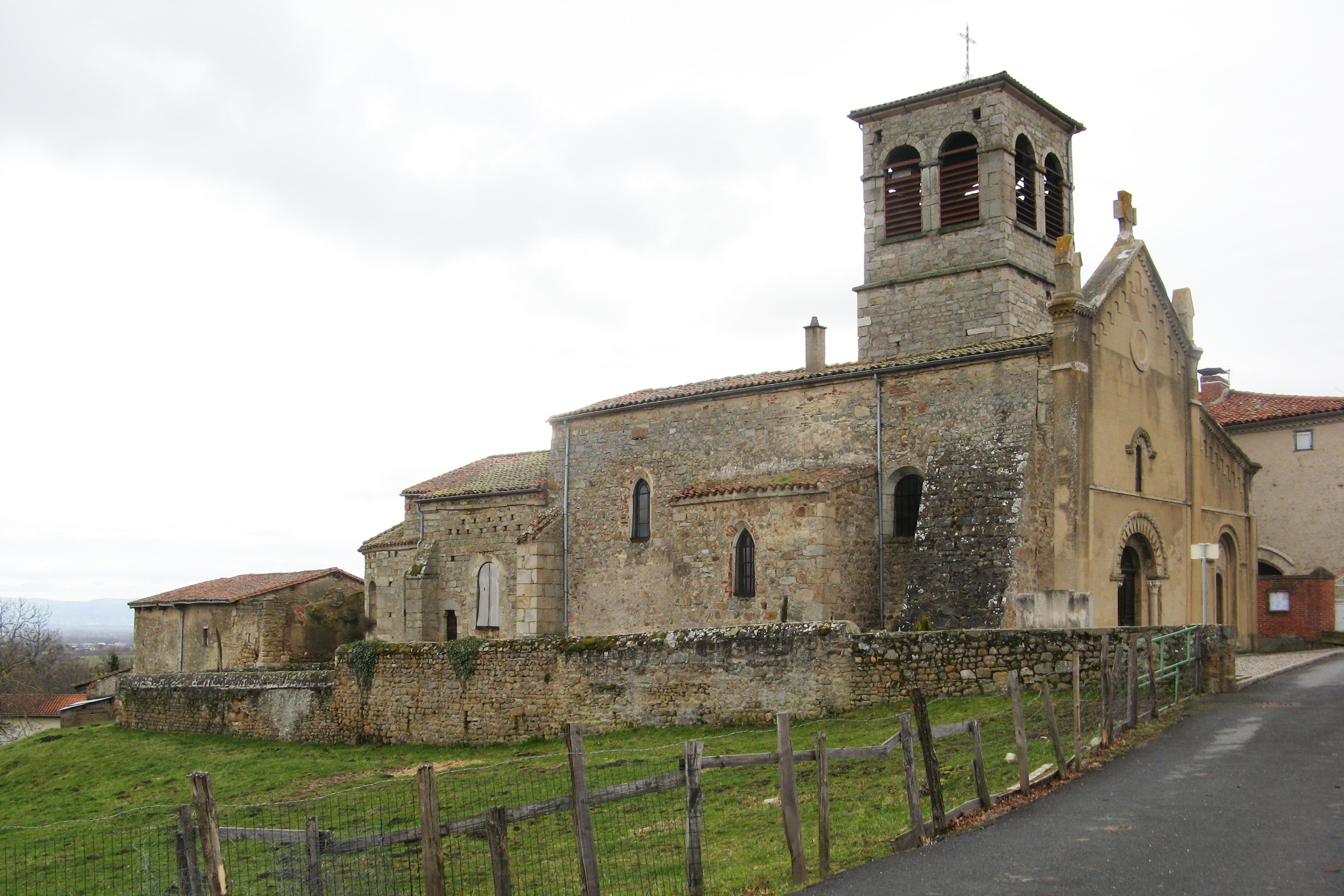
Kirche Saint-Thomas

- Schloss La Garde